# النجيلة
النجيلة أحد مناطق جنزور، تقع بالناحية الجنوبية لجنزور، تعتبر منطقة زراعية وتعد منطقة هادئة نسبياً، أكثر أيامها نشاطا أيام السوق الشعبي الذي يقام يومي الاثنين والخميس بعمارات النجيلة، السوق الشعبي يقام يومي الاثنين والخميس من ساعات الفجر حتى فترة ما بعد الظهر، كأي سوق شعبي، يباع فيه الخضار والفاكهة الموسمية، ملابس ومواد زينة وأجهزة وأدوات منزلية.
تعتبر النجيلة من أولى المناطق التي أستخدم بها الزراعة بالصوبات بليبيا وتحديداً بعام 1981 حيث يعتبر قبل ذلك العام لا يوجد استخدام للصوبات في ليبيا.[بحاجة لمصدر]

## المؤسسات التعليمية
- مدرسة حي المجاهد الاعدادية.
- مدرسة جنزور الجديدة الإعدادية.
- مدرسة جيل التحدي الإعدادية.
- ثانوية النجيلة التخصصية.
- معهد النجيلة العالي للتقنية الصناعية.
- كلية القانون النجيلة.
- مدرسة عبد الرحمن الداخل.
- ثانوية صقر قريش.
- مدرسة الحسن بن الهيثم.
- مدرسة الانتصار.
- مدرسة الكزيرما.
- مدرسة المليون شهيد.
- مدرسة حاتم الطائي.
- مدرسة الشهيد مصعب خماج.
- مدرسة التبيان الابتدائية.

## الرياضة
- نادي العاديات للفروسية.
- نادي طارق للفروسية.
- ملعب التريكات.
- ملعب المثلث.
- نادي الربيع الرياضي.